# 두카티 916
두카티 916(이탈리아어: Ducati 916)은 1994년부터 1998년까지 두카티에서 생산했던 완전히 페어링된 스포츠 바이크이다. 이 모델은 916 cc (56 cu in) 연료 분사식, 4밸브, 데스모, 수랭식, 90° V형 트윈 엔진을 트렐리스 프레임에 장착하고, 싱글 사이드 스윙암과 USD 포크를 특징으로 하며, 가장 아름다운 모터사이클 중 하나로 자주 언급된다.

## 디자인 및 개발

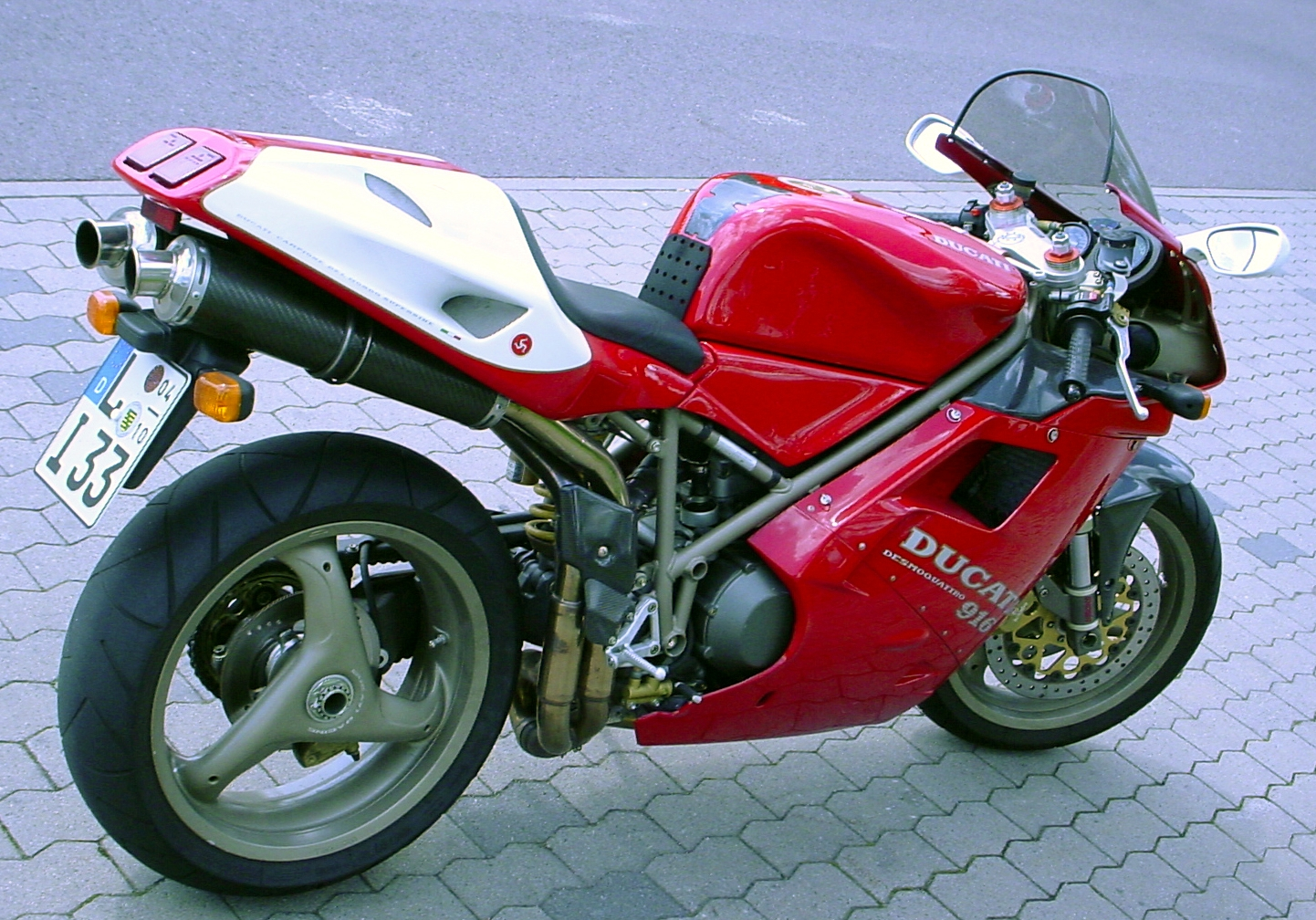
두카티 916

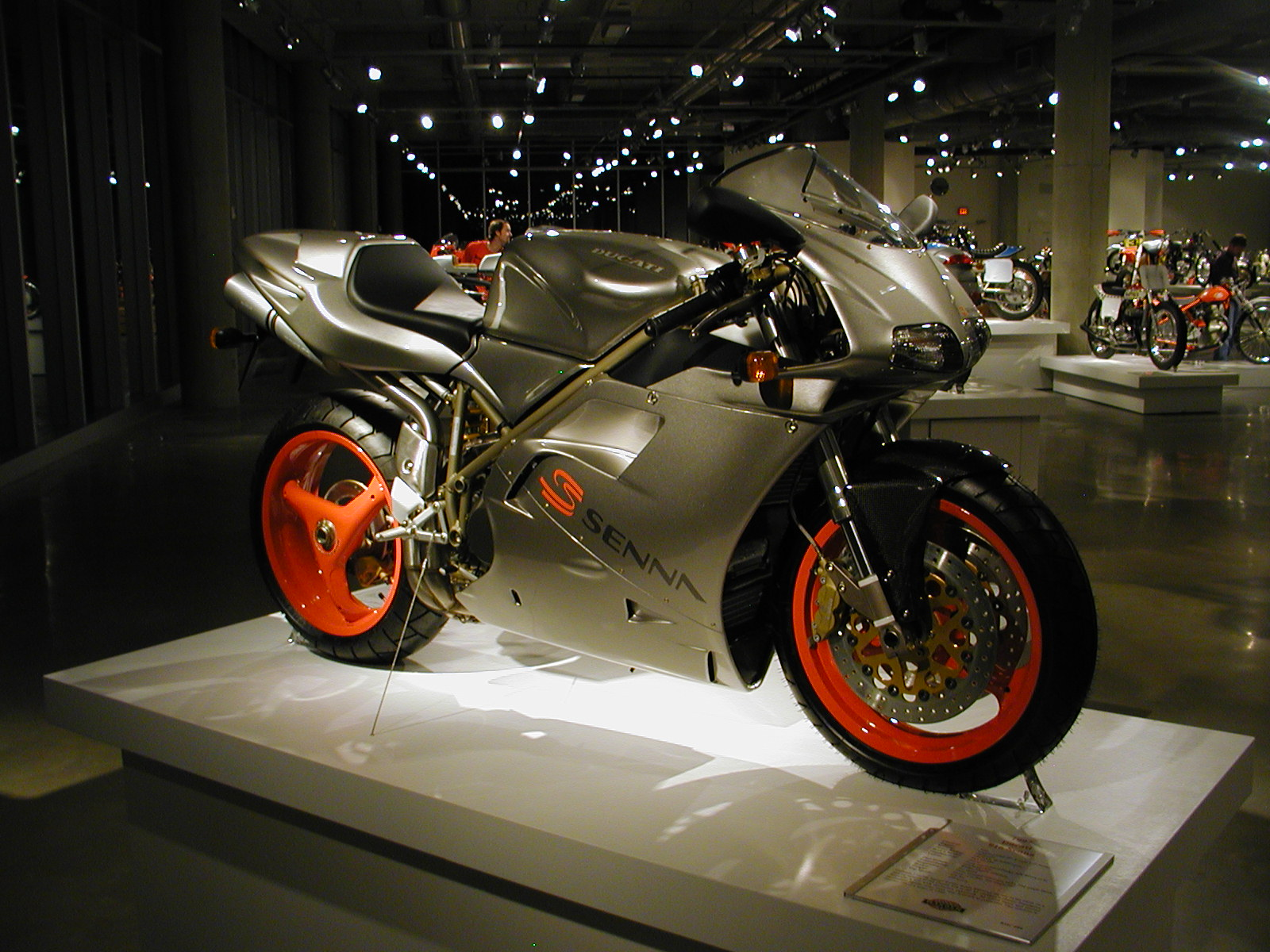
두카티 916 세나 (특별판, 아이르통 세나 재단 후원용)

916 모델 패밀리의 첫 번째 개발은 초기 판타 모델의 개발 및 레이싱을 거쳐 로드고잉 851 및 888 모델에 이르는 4밸브 두카티 엔진인 데스모콰트로의 개발로 거슬러 올라갈 수 있다.
1970년대부터 두카티 모터사이클의 수석 디자이너는 파비오 타글리오니 (1920–2001)로, 1979년에 판타를 선보였다. 이 엔진은 1990년대에 슈퍼스포츠 (SS) 시리즈에서 업데이트되었고, 모든 현대 두카티 엔진은 판타의 파생형이다. 판타는 캠축을 사용하여 엔진의 밸브를 열고 닫아 일반적인 밸브 닫는 스프링을 제거하는 '데스모드로믹'이라는 시스템을 사용했다. 그러나 타글리오니는 4밸브 헤드 엔진에는 관심이 없었기 때문에, 이 작업은 그의 후임자에게 남겨졌다. 8밸브 V형 트윈은 타글리오니의 후임자인 마시모 보르디의 작품이었다.
마시모 탐부리니와 세르지오 로비아노 및 그의 팀이 산마리노의 카지바 연구 센터에서 설계한 916의 수랭식 엔진은 이전 모델인 888의 엔진을 개조한 것으로, 배기량이 증가하고 새로운 엔진 관리 시스템이 적용되었다. 배기량 증가는 크랭크축 스트로크를 64mm에서 66mm로 늘리고 888과 동일한 94mm 보어 크기를 유지하여 916cc의 배기량을 달성했다. (916이 출시될 무렵, 최종 851/888 코르사 엔진도 보어 크기를 96mm로 늘려 각각 '레이스 전용' 용량인 926cc와 955cc를 달성했다.)
916은 888보다 작은 모터사이클이었으며, 1995년부터 두카티 748과 공유된 크롬-몰리 트렐리스 프레임을 사용했다. 이는 공격적인 라인이 특징인 놀라운 새 차체와 결합되었다. 당시 일본의 직렬 4기통 경쟁 모델들과 대조적으로, 그 V형 트윈 엔진은 절대적인 출력은 낮았지만, 토크 분배가 더 고르게 이루어졌다. 916 모델은 1999년에 996 모델로 대체되었다. 916은 혼다 NR750에서 일부 디자인 요소를 차용했다.
두카티 916의 디자인은 형태와 기능의 종합이었다.
- 세련된 싱글 사이드 스윙암은 레이스 중 바퀴 교환을 빠르게 하기 위해 설계되었다.
- 언더시트 배기구는 공기역학적 성능을 향상시키고 매우 깔끔한 라인을 제공했다. 이 기능은 원래 혼다 NR에서 처음 도입되었으며, 두카티가 처음은 아니었지만 916 라인의 특징 중 하나로 남아있다.

저널리스트 케빈 애쉬는 916이 "지난 20년 동안 가장 영향력 있는 기계 중 하나"였음에도 불구하고, 그 디자인은 사실 혼다 NR750의 파생물이며, 언더시트 배기, 좁은 허리, 유사한 사각형 이중 헤드라이트, 그리고 넓은 단면 뒷타이어를 지지하는 싱글 사이드 스윙암과 같은 요소를 공유한다고 언급했다.

### 평가
| “ | 그러나 1994년의 정말 큰 소식은 획기적인 916의 등장이었다. 이 기계의 엔진 크기는 그 코드 번호와 일치했으며, 888의 스트로크를 64mm에서 66mm로 늘려 달성되었다. ... 이것은 20세기 후반 최고의 오토바이 디자이너 중 한 명으로 묘사되는 마시모 탐부리니의 작품이었다. 그리고 그럴 만한 이유가 있었다. ... 전 세계의 많은 애호가들에게 916은 단순히 최신 슈퍼바이크가 아니라 지금까지 존재했던 최고의 바이크였다. 성능, 핸들링, 제동뿐만 아니라 스타일과 카리스마에서도 새로운 기준을 세웠다. ... 916은 10년 전 오리지널 스즈키 GSX-R750만이 해낼 수 있었던 방식으로 스포츠 바이크의 면모를 바꾸어 놓았다. | ” |

| “ | [W]ho could forget 1994 when Ducati stunned the world with the amazing 916? It was another Ducati-inspired revolution in the high-performance sports motorcycle category. With the 916, technology and style, performance and symmetry reached maximum levels. ... From the worlds most prestigious bike magazines, the 916 received the title 'Motorcycle of the year' and many other well-deserved compliments. | ” |

1994년에 처음 출시된 두카티 916은 새로운 디자인과 뛰어난 기술적 특징으로 찬사를 받았다. 출시 당시 916은 "1994년 모든 잡지의 올해의 바이크상"을 수상하며 인정받았고, 두카티는 미국에 실제 차량이 도착하기 전 첫 해 생산량 전체를 매진시켰다.

## 916 세나
1994년 12월 볼로냐 모터쇼에서 처음 공개된 916 세나는 포뮬러 1 월드 챔피언 아이르통 세나를 추모하는 특별판이었다. 세나는 열렬한 두카티 애호가였으며 1994년 5월 사망하기 직전에 이 모델의 출시를 지지했다. 당시 이 프로젝트는 두카티의 소유주인 클라우디오 카스티글리오니가 세나와 개인적인 친분이 있었다는 사실에 의해 추진되었다. 총 1995년, 1998년, 2001년 사이에 두카티는 세 가지 "세나" 에디션을 출시했으며, 매번 순수익은 아이르통 세나 재단 자선 단체에 기부되었다.

## 레이싱

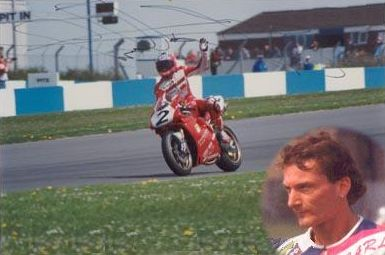
두카티 916을 탄 칼 포가티

두카티는 916으로 1994–1996년과 1998년에 칼 포가티와 트로이 코서와 함께 슈퍼바이크 월드 챔피언십 4회 우승을 차지했다. 두카티는 이 모든 해에 제조사 챔피언십에서 우승했다.
| 연도 | 라이더      | 우승 횟수 | 바이크     | 제조사 챔피언십 |
| ---- | ----------- | --------- | ---------- | --------------- |
| 1994 | 칼 포가티   | 11        | 두카티 916 | 두카티          |
| 1995 | 칼 포가티   | 13        | 두카티 916 | 두카티          |
| 1996 | 트로이 코서 | 7         | 두카티 916 | 두카티          |
| 1998 | 칼 포가티   | 3         | 두카티 916 | 두카티          |

1999년 3월 1일과 2일, 데이토나 인터내셔널 스피드웨이에서 열린 AHRMA 클래식 데이즈에서 데빈 배틀리는 1998년 두카티 916을 타고 두 번의 우승을 차지했다. 첫 번째는 8랩 포뮬러 원 클래스에서, 두 번째는 배틀 오브 더 트윈스 오픈 클래스에서였다.

## 후속 모델 및 유산
916은 이후 996 및 998로 대체되었으며, 비슷한 디자인에 엔진이 개선되고 출력이 향상되었다.
마시모 탐부리니는 MV 아구스타 F4를 디자인했는데, 이는 916 라인의 후속작으로 여겨지며, 916과 특히 후미 부분에서 많은 유사점을 공유한다. 이 두 탐부리니 디자인은 구겐하임 미술관의 1998년 오토바이 예술 전시에 전시되었다.
출시 10여 년이 지난 지금 돌이켜보면, 구겐하임 미술관, 베네츠, 디자인 위크; 그리고 저자 이안 팔룬, 휴고 윌슨, 마가렛 헨더슨과 같은 권위자들에 의해 오토바이 역사상 중요한 디자인 목록의 상위에 정기적으로 포함된다. 1990년대 회고록에서 모터사이클리스트 매거진은 단순히 "1994년: 두카티 916 데뷔. 그해에 또 다른 일이 있었나?"라고 언급했다.
위에서 언급된 구겐하임 전시회 외에도, 한 예시가 샌프란시스코 현대미술관에 소장되어 있다.

## 내용주
1. ↑  1993년에 1994년 모델 연도 916 모노포스토 모델 4대만 생산되었다. 1994년에는 모든 유형의 916 모델 3,196대가 생산되며 본격적인 생산이 시작되었고, 1995년 3,875대, 1996년 2,896대, 1997년 5,281대, 그리고 996 모델 생산이 시작된 1998년에는 2,755대가 생산되어 총 18,006대의 916이 생산되었다.[5]
2. ↑  "거의 30년 동안 파비오 타글리오니의 재능은 두카티의 방향을 정했다. ... 하지만 거장은 4밸브 실린더 헤드에 내재된 개발 잠재력을 대체로 무시했다. 이것은 그의 후임자인 마시모 보르디에게 남겨졌다."—The Art of the Motorcycle[8]
3. ↑  "916에 도입된 다른 특징으로는 싱글 사이드 스윙암, 특허받은 조절식 스티어링, 시트 바로 아래에 나오는 트윈 머플러가 있는 배기 시스템, 그리고 두 바퀴에서 볼 수 있었던 가장 독특한 스타일링 중 하나가 포함된다."—The Art of the Motorcycle[8]

### 참고
1. ↑  Falloon 2004, pp. 207–221.
2. 1 2 3 4 5 6  Brown 2004, 147쪽.
3. 1 2 3 4 5 6 7 8 9  Falloon 2004, 210쪽.
4. ↑  “Ducati 916 Road Test”. Classic Bikes. 2012년 7월 29일. 2016년 9월 4일에 확인함.
5. ↑  Falloon 2004, 220–223쪽.
6. ↑  The most beautiful motorcycle
7. ↑  Tribute to designer
8. 1 2  Guggenheim 2001, 379쪽.
9. ↑  Thompson 1998, 80쪽 "볼로냐로 돌아온 젊은 엔지니어 마시모 보르디는 은퇴한 타글리오니의 역할을 맡았다. 그는 두카티의 미래를 책임질 엔진을 개발 중이었다. 이것은 새로운 8밸브, 수랭식, 연료 분사식 엔진이었다 – 광범위한 개발 끝에 916 엔진이 된 851 엔진의 프로토타입. 그의 공학 교육 과정에서 보르디는 이러한 종류의 엔진에 대한 논문을 제출한 바 있다. 이 이론적 엔진은 포드-코스워스 DFV V-8을 모델로 사용했다."
10. ↑  Brown 2004, 148쪽 "... 카지바는 재정난 소문 속에 그랑프리 레이싱을 중단했다. ... 이러한 문제로 인해 1994년의 의심할 여지 없는 스타였던 바이크의 출시가 지연되었다. 두카티 916은 스타일, 속도, 균형을 놀랍도록 결합했다. 전 비모타 공동 설립자인 마시모 탐부리니와 산마리노의 카지바 연구 센터에 있는 그의 소규모 팀이 설계한 916은 날카로운 노즈부터 시트 아래로 튀어나온 배기 테일파이프까지 독특하게 아름다운 모터사이클이었다."
11. ↑  Motor Cycle News 2001.
12. ↑  Thompson 1998, 85쪽 "현재 두카티의 스포츠 플래그십인 916은 디자이너 마시모 탐부리니의 상당한 재고를 반영한 거의 완전히 새로운 모터사이클이었다. 탐부리니는 상당히 개선된 916cc V형 트윈 엔진을 사용하여 이 바이크를 이전 모델보다 훨씬 작게 만들었다."
13. ↑  Falloon 2004, 207–221쪽.
14. ↑  Ash 2008.
15. ↑  Sulthoni 2013.
16. ↑  Brown 1995.
17. ↑  Ducati (2013년 10월 8일). “Ducati present "Senna" version of 1199 Panigale S exclusively in Brazil from June 2014 (press release)”.
18. ↑  Cycle News, Mar. 17, 1999
19. ↑  De Cet 2001, 90쪽.
20. ↑  Guggenheim 2001, 379, 396쪽.
21. ↑  Bennetts 2014.
22. ↑  Relph-Knight 2001 "두카티 916이나 빈센트 블랙 섀도우 같은 오토바이들은 공학 또는 성능, 혹은 둘 다의 정점을 나타내는 멋진 기계들이다..."
23. ↑  Falloon 2012.
24. ↑  Wilson 2002, 110쪽 "두카티 916은 가장 멋지고 가장 성공적인 바이크 중 하나이다."
25. ↑  Henderson 2007.
26. ↑  Motorcyclist 2012.
27. ↑  SFMOMA 2014.

### 자료
- Brown, Stuart F. (1995년 2월 1일), “Purity of purpose. (Ducati 916)”, 《파퓰러 사이언스》, 2014년 6월 11일에 원본 문서에서 보존된 문서
- Relph-Knight, Lynda (2001년 8월 23일), “Classics: which vehicles set the pulse of designers racing?”, 《디자인 위크》, 2015년 9월 24일에 원본 문서에서 보존된 문서
- Brown, Roland (2004), 《History of the Motorcycle: From the first motorized bicycles to the powerful and sophisticated superbikes of today》, Bath, UK: Parragon Publishing, 147–148쪽, ISBN 978-1-4054-3952-7
- 〈The Nineties THE TURNAROUND YEARS〉, 《Ducati Heritage》, Ducati Motor Holding, 2009, 2008년 5월 16일에 원본 문서에서 보존된 문서, 2009년 7월 1일에 확인함
- 〈916 SBK Tech Spec〉, 《Ducati Heritage》, Ducati Motor Holding, 2009, 2008년 5월 16일에 원본 문서에서 보존된 문서, 2008년 6월 22일에 확인함
- De Cet, Mirco (2001), 《The Complete Encyclopedia of Classic Motorcycles: informative text with over 750 color photographs》 3판, Rebo, ISBN 978-90-366-1497-9
- Falloon, Ian (2004), 〈916, 996, 998, and 748〉, 《Standard Catalog of Ducati Motorcycles 1946–2005》, Iola, WI: KP Books, 207–221쪽, ISBN 978-0-87349-714-5
- Falloon, Ian; Taglioni, Fabio (FRW) (2006). 《The Ducati Story: Racing and Production Models from 1945 to Present Day》 4판. Haynes. ISBN 978-1-84425-322-7.
- Solomon R. Guggenheim Museum; Field Museum of Natural History; Museo Guggenheim Bilbao (2001), 《The Art of the Motorcycle》, Guggenheim Museum, 379, 396쪽, ISBN 978-0-8109-6912-4
- Thompson, Jon F.; Bonnello, Joe (1998), 《Ducati》, MotorBooks/MBI Publishing Company, 80쪽, ISBN 978-0-7603-0389-4
- Walker, Mick (2006), 《Motorcycle: Evolution, Design, Passion》, JHU Press, ISBN 978-0-8018-8530-3
- 《The evolution of the Ducati 996 engine》, 모터사이클 뉴스, 2001년 7월 15일, 2014년 4월 6일에 확인함
- Ash, Kevin (2008년 12월 12일), 《Massimo Tamburini》, 2013년 9월 6일에 원본 문서에서 보존된 문서
- Falloon, Ian (2012년 3월 6일), “5 Greatest bikes - Ducati 916”, 《Australian Motorcycle Trader》, 2014년 4월 8일에 원본 문서에서 보존된 문서, 2014년 4월 6일에 확인함
- Wilson, Hugo (2002), 《Hot Bikes》, DK ADULT, ISBN 978-0789483966
- Henderson, Margaret (2007), 〈9. The best motorbike: The Ducati 916 Superbike〉,   Alan McKee, 《Beautiful Things in Popular Culture》, Blackwell, 124쪽, ISBN 9781405178556
- 《A Century of Motorcycling—The 1990s》, 모터사이클리스트, 2012년 9월 18일
- Sulthoni (2013년 7월 3일), 《1996 Ducati 916 Biposto》, 탑스피드
- “Item 31463: Massimo Tamburini (Italian), Ducati Senna 916 Series III Motorcycle, 1997 — design object (metal, plastic, natural rubber, Kevlar, and paint)”, 《Artwork collection database》 (샌프란시스코 현대미술관), 1997, 2014년 4월 8일에 원본 문서에서 보존된 문서, 2014년 4월 7일에 확인함
- 《Legendary Bikes》, 베네츠, c. 2014, 2014년 4월 6일에 확인함